# Bailleul Communal Cemetery Extension
Bailleul Communal Cemetery Extension is een Britse militaire begraafplaats met gesneuvelden uit de Eerste- en Tweede Wereldoorlog, gelegen in de Frans-Vlaamse stad Belle in het Noorderdepartement. De begraafplaats ligt aan de oostkant van de gemeentelijke begraafplaats van Belle, waarop ook Britse oorlogsgraven liggen. Er rusten 4.575 doden, waarvan de meeste geïdentificeerd zijn. De begraafplaats werd ontworpen door Herbert Baker en wordt onderhouden door de Commonwealth War Graves Commission. Aan de zuidoostelijke rand staat de Stone of Remembrance, aan de noordkant het Cross of Sacrifice.

## Geschiedenis
De stad Belle lag tijdens de Eerste Wereldoorlog dicht bij het front, maar bleef het grootste deel van de oorlog in geallieerde handen. De stad werd een belangrijke legerplaats en er werden verschillende veldhospitalen ingericht. Vanaf april 1915 begroeven de Britten gesneuvelden op de civiele begraafplaats van Belle, maar toen daar geen plaats meer was, werd aan de oostzijde daarvan een uitbreiding aangelegd die men verder gebruikte als militaire begraafplaats. Deze extensie bleef men tot april 1918 gebruiken, toen de stad bij het Duitse lenteoffensief in Duitse handen viel. Na de Duitse terugtrekking op het eind van de zomer werd de begraafplaats verder gebruikt door de Britten. Na de oorlog werd de begraafplaats verder uitgebreid met graven die werden overgebracht uit de omliggende slagvelden en uit kleinere ontruimde begraafplaatsen. Er werden onder meer graven overgebracht uit Pont-de-Nieppe German Cemetery in Pont-de-Nieppe en Reninghelst Chinese Cemetery in Reningelst in België. Er liggen ook 144 Duitse gesneuvelden uit de Eerste Wereldoorlog. Ook in de Tweede Wereldoorlog werd de begraafplaats gebruikt en werden hier 10 Duitsers en 17 Britten begraven.
Er rusten nu 3.474 Britten, 291 Canadezen, 398 Australiërs, 252 Nieuw-Zeelanders, 1 Zuid-Afrikaan, 5 Indiërs en 154 Duitsers (deze laatsten uit beide Wereldoorlogen). Er liggen ook 31 Chinezen die onder Brits bevel bij het Chinese Labour Corps dienden. Voor 11 slachtoffers werden Special Memorials opgericht omdat hun graven werden vernietigd en niet meer gelokaliseerd konden worden.

## Graven

### Onderscheiden militairen
- Thomas Mottershead, sergeant bij het Royal Flying Corps ontving het Victoria Cross (VC) voor zijn koelbloedige houding tijdens een luchtgevecht waarbij zijn vliegtuig vuur vatte maar er toch in slaagde een noodlanding te maken achter de geallieerde linie. Hierdoor redde hij het leven van zijn waarnemer. Hijzelf overleed aan zijn verwondingen op 12 januari 1917. Hij is ook drager van de Distinguished Conduct Medal (DCM).
- Francis Earl Johnston, brigadegeneraal bij het North Staffordshire Regiment werd vereerd met de Order of the Bath (CB).
- George Frederick Steele, luitenant-kolonel bij de 1st (Royal) Dragoons ontving de Orde van Sint-Michaël en Sint-George (CMG).
- Charles Henry Jeffries Brown, brigade-generaal bij de New Zealand Expeditionary Force, Laurence Godman, luitenant-kolonel bij de Royal Field Artillery, Harold Bowyer, luitenant-kolonel bij de Lancashire Fusiliers en C.B. Bullough, majoor bij de Royal Garrison Artillery werden onderscheiden met de Distinguished Service Order (DSO).
- de kapiteins Thomas William Southern, John Allan, William Norman Watson, Wilfred Palmer Horsley en Frederic Gerald Bazalgette Lucas, de onderluitenants Charles Stephen Fuller, Robert Victor Drought, F.M. Harvey Jones, John Hobbs en Albert Edwin Pickering en compagnie sergeant-majoor J. Moore werden onderscheiden met het Military Cross (MC). Deze laatste ontving ook nog de Distinguished Conduct Medal (DCM).
- James Ashwell, sergeant bij de Royal Field Artillery werd onderscheiden met Distinguished Conduct Medal en de Military Medal (DCM, MM).
- regiment sergeant-majoor Harold William Lovelock en sergeant James George Johnston ontvingen de Meritorious Service Medal (MSM).
- er liggen nog 34 militairen die de Military Medal (MM) ontvingen.

### Minderjarige militairen
- schutter A. Britton en de soldaten Fred Jackson, W. Leyshon en Charles S. Sutton waren slechts 16 jaar toen ze sneuvelden.
- er liggen nog 24 zeventienjarigen op deze begraafplaats.

### Gefusilleerden
- Soldaat John Rogers van het 2nd Bn. South Lancashire Regiment werd wegens desertie gefusilleerd op 9 maart 1917.[2]
- Soldaat William Roberts van het 4th Bn. Royal Fusiliers werd wegens desertie gefusilleerd op 29 mei 1916.[2]
- Korporaal William Moon van het 11th Bn. Cheshire Regiment werd wegens desertie gefusilleerd op 21 november 1916. Hij was 20 jaar.[2]